# Lena Larsson (politiker)
Lena Larsson, född 1947, är en svensk socialdemokratisk politiker som var riksdagsledamot mellan 1994 och 1998, tillhörande Malmöhus läns norra valkrets. Under sin period i riksdagen var hon ledamot av bostadsutskottet samt suppleant i konstitutionsutskottet (från april 1996). Hon har även bland annat varit kommunalråd i Eslövs kommun.